# Data Islands
Data Islands representa grupos de informações que podem ser encontrados dentro de um determinado documento. O uso mais frequente de data islands é quando queremos inserir códigos XML em um documento HTML.

## Exemplo de um Data Islands
<html>
<head>
<title>Exemplo de um Data Islands</title>
</head>
<body>
<xml id="livraria">
<biblioteca>
```
  <livros>
     <titulo>AJAX - Guia Prático</titulo>
     <autor>Walace Soares</autor>
  </livros>
     <titulo>XML - Aplicações Práticas</titulo>
     <autor>Osmar J. Silva</autor>
  <livros>
     <titulo>PHP para quem conhece PHP</titulo>
     <autor>Juliano Niederauer</autor>
  </livros>
  <livros>
     <titulo>JavaScript em Exemplos</titulo>
     <autor>Stephen Feather</autor>
  </livros>
```

</biblioteca>
</xml>
</body>
</html>

### E poderia ser feito um JavaScript para mostrar os dados na tela, por exemplo
<script Language="JavaScript">
```
  var obj, text;
  obj = document.getElementById("livraria");
  texto = obj.childNodes[0].childNodes[0].childNodes[0].childNodes[0].nodeValue;
  window.alert(texto);
```

</script>
esse código pode estar dentro do HTML, antes de fechar o body.